# Brough Superior 3½ litre
Der Brough Superior 3½ litre  war ein PKW, den Brough Superior von 1936 bis 1939 als Nachfolger des 4 litre baute.
Der Wagen hatte im Gegensatz zum Vorgänger einen Sechszylinder-Reihenmotor mit seitlich stehenden Ventilen und einem Hubraum von 3455 cm³ (Bohrung × Hub = 76,2 mm × 127 mm), der normalerweise eine Leistung von 107 bhp (78,7 kW) bei 4000/min. abgab. Daneben wurde eine aufgeladene Version angeboten, die 140 bhp (103 kW) leistete. Auch der 3,5-Liter-Motor wurde vom US-amerikanischen Automobilhersteller Hudson zugekauft. Das Fahrgestell des Wagens entsprach im Wesentlichen dem des Vorgängers. Es war mit zwei Starrachsen ausgestattet, die an Halbelliptikfedern aufgehängt waren. Der Radstand betrug wahlweise 2946 mm oder 3048 mm, die Spurweite 1473 mm.
Die Höchstgeschwindigkeit lag bei 152 km/h.
Der 3½ litre wurde meist als offener Wagen – Tourenwagen oder Cabriolet – geordert, dessen Aufbauten von Atcherley in Birmingham kamen. Es gab aber auch Limousinen.
1939 wurde die Fertigung des 3½ litre kriegsbedingt ohne Nachfolger eingestellt. In drei Jahren wurden etwa 80 Exemplare ausgeliefert.